# Coruja de Atena

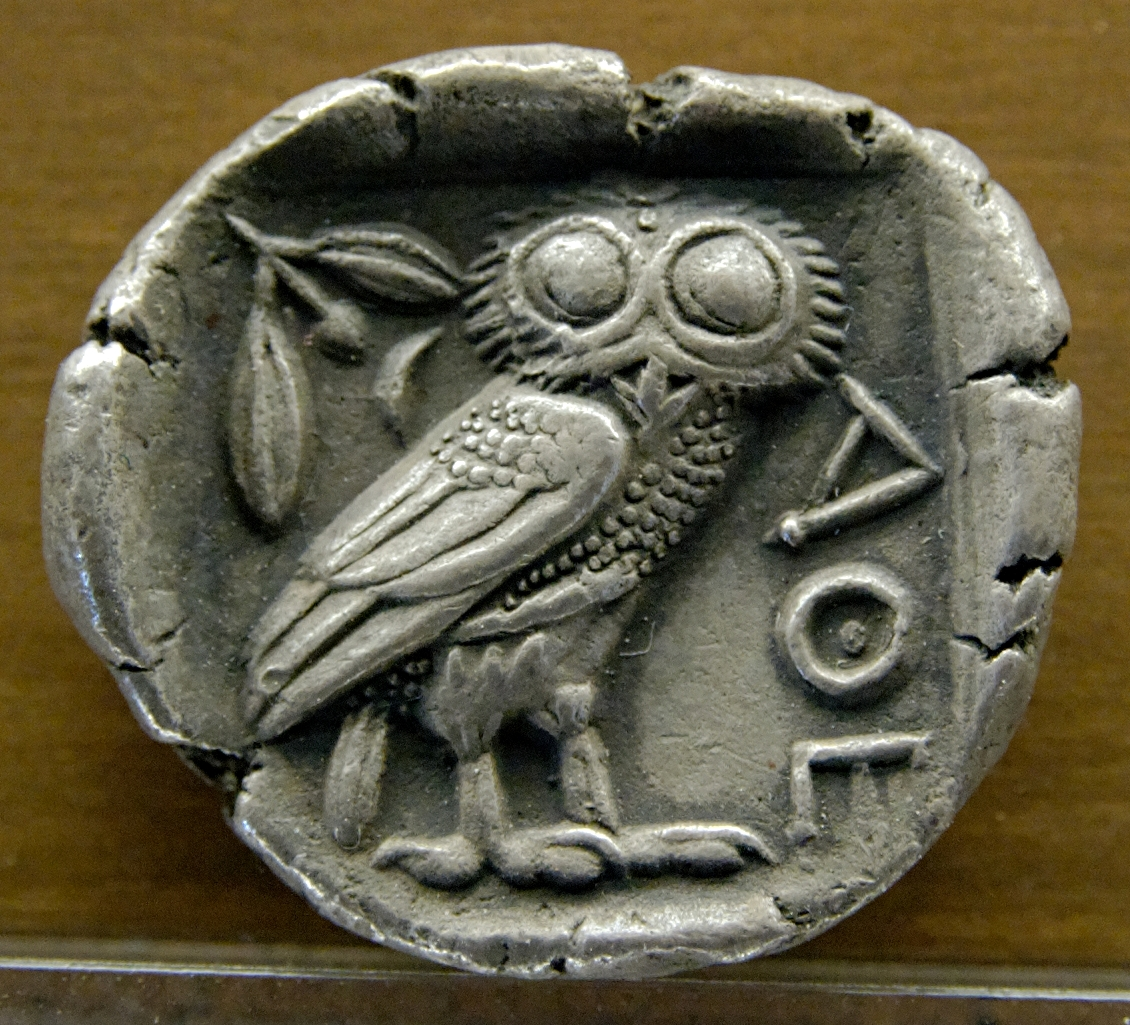
A moeda de prata tetradracma, exposta no Museu de Belas Artes de Lião, mostra a coruja de Atena (c. 480–420 a.C.). O símbolo "ΑΘΕ" é uma abreviatura de ΑΘΗΝΑΙΩΝ, que pode ser traduzido como "dos atenienses". No uso diário, os dracmas atenienses eram chamados de glaukes (γλαῦκες, corujas).

Na mitologia grega, o mocho-galego (Athene noctua) tradicionalmente representa ou acompanha Atena, a deusa virgem da sabedoria, ou Minerva, sua encarnação sincrética na mitologia romana. Devido a esta associação, a ave muitas vezes referida como a "coruja de Atena" ou "coruja de Minerva" — tem sido utilizada como um símbolo do conhecimento, sabedoria, perspicácia e erudição em todo o mundo ocidental.

## Antiguidade Clássica

### Grécia

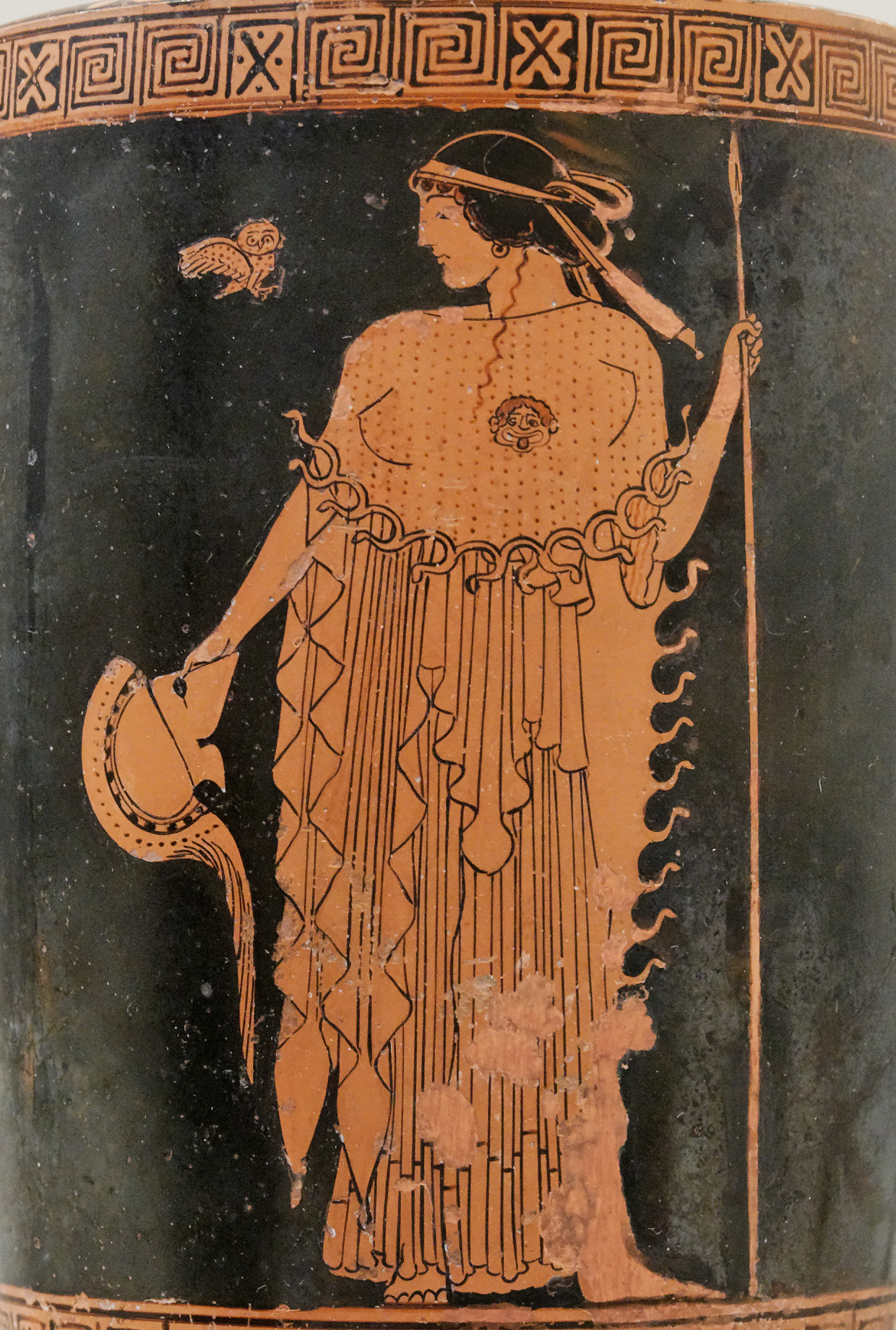
Atena a segurar um capacete e uma lança, acompanhada por uma coruja. Atribuída ao Pintor de Brigos (c. 490–480 a.C.). Museu Metropolitano de Arte.

As razões por trás da associação de Atena e da coruja perderam-se no tempo. Alguns mitógrafos, como David Kinsley e Martin P. Nilsson sugerem que ela possa descender da deusa do palácio minoico, associado com aves,  e Marija Gimbutas afirma que Atena originou-se como a deusa-serpente e pássaro na Europa Antiga.
Por outro lado, Cynthia Berger teoriza sobre o apelo de algumas características das corujas, tais como a sua capacidade de enxergar no escuro, utilizada como símbolo da sabedoria, enquanto outros, como William Geoffrey Arnott, propõe uma simples associação entre mitos fundadores de Atenas e o número significativo de mocho-galegos na região (um facto observado desde a antiguidade por Aristófanes em As Aves e Lisístrata).
Em qualquer caso, a cidade de Atenas parece ter adoptado a coruja como prova de fidelidade à sua deusa padroeira, que de acordo com um popular mito etiológico reproduzido no frontão oeste de Partenon, garantiu o benefício dos seus cidadãos, proporcionando-lhes uma dádiva mais atraente do que Posídon.
As corujas eram comummente produzidas por atenienses em vasos, ponderações e ânforas, que eram entregues como prémios nas Panateneias.
A coruja de Atena chegou a tornar-se o anverso comum das tetradracmas atenienses, após 510 a.C., e de acordo com Filocoro, a tetradracma ateniense era conhecida como glaux (γλαύξ, coruja pequena) durante a Idade Antiga, e "coruja" na numismática actual. No entanto, elas não foram exclusivamente utilizadas por eles para representar Atena, e também foram utilizadas como motivação durante as batalhas de outras cidades gregas, como a vitória de Agátocles de Siracusa sobre os cartaginenses em 310 a.C., onde as corujas que voaram em fileiras, foram interpretadas como a bênção de Atena, ou na Batalha de Salamina, registada na biografia de Temístocles, escrita por Plutarco.

### Roma
A associação entre a coruja e a deusa continuou através de Minerva na mitologia romana, embora esta última por vezes adopte o animal como uma ave sagrada ou favorita. Por exemplo, em Metamorfoses de Ovídio, Coronis o corvo reclama que seu lugar como ave sagrada da deusa é ocupado por uma coruja, que nessa história em particular acaba por ser Nyctimene, a filha do amaldiçoado Epopeu, rei de Lesbos.
No folclore romano antigo, as corujas eram consideradas arautos da morte, e quando pousavam num telhado e colocavam uma de suas penas perto de alguém a dormir, a ave poderia pedir para a pessoa falar e revelar seus segredos.

## Como uma metáfora filosófica

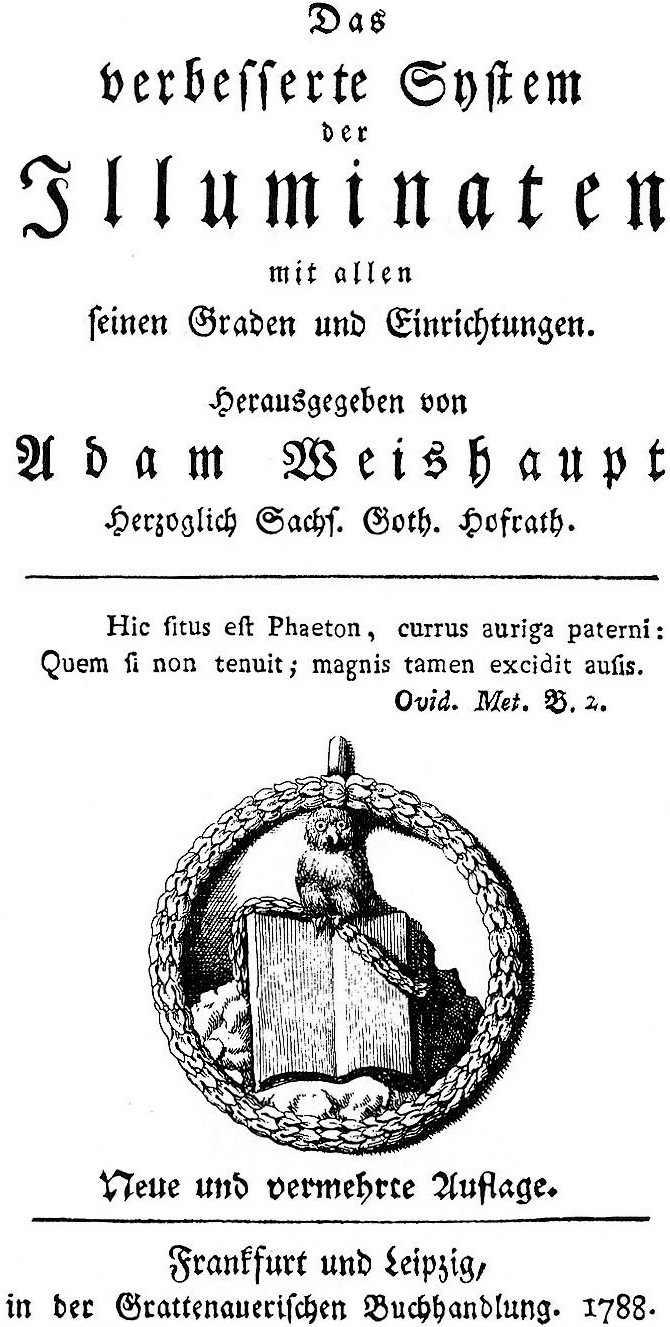
A coruja de Minerva empoleirada no livro, era a insígnia original dos Illuminati da Baviera.

O filósofo idealista do século XIX, Georg Wilhelm Friedrich Hegel notou de forma célebre que "a coruja de Minerva abre suas asas somente com o início do crepúsculo", o que significa que a filosofia passa a compreender a condição histórica, da mesma forma que passa longe.  A filosofia não pode ser prescritiva, porque entende apenas em retrospectiva.
| “                                                                     | Filosofia, como o pensamento do mundo, não aparecerá até a realidade concluir o seu processo formativo, e finalizá-lo. Esta história corrobora o ensino da concepção, que apenas na maturidade da realidade é que faz o ideal aparecer como contrapartida para o real, de forma a compreender o mundo real em sua substância, e moldá-lo num reino intelectual. Quando a filosofia pinta sua cinza em cinza, uma forma de vida torna-se velha, e por meio da cinza não pode ser rejuvenescida, mas apenas conhecida. A coruja de Minerva levanta o seu voo apenas quando as sombras da noite estão a se reunir. | ” |
| — G.W.F. Hegel, Princípios da Filosofia do Direito (1820), "Prefácio" | |   |